# Kostel svatého Jana Křtitele (Nová Seninka)
Kostel svatého Jana Křtitele v Nové Senince je jednolodní barokní stavbou z roku 1689 s originálně řešenou dispozicí. V roce 1958 byl zapsán na seznam kulturních památek.

## Historie
Kostel byl postaven v roce 1689 v obci Špiklice (něm. Spieglitz), kterou po roce 1945 osídlenci z Valašska přejmenovali na Novou Seninku. Zakládací kostelní listina je až z r. 1766 při udělení tzv. lokálie, kdy byl kostelu přidělen samostatný kaplan. Od r. 1784 zde byla zřízena fara. Na přelomu 19. a 20. století byla postavena věž. V polovině devadesátých let byla obnovena fasáda.
Kostel náleží do farnosti Staré Město. Bohoslužby se zde konají jen výjimečně, např. při pouti v červnu na svátek Jana Křtitele.

## Popis

### Exteriér

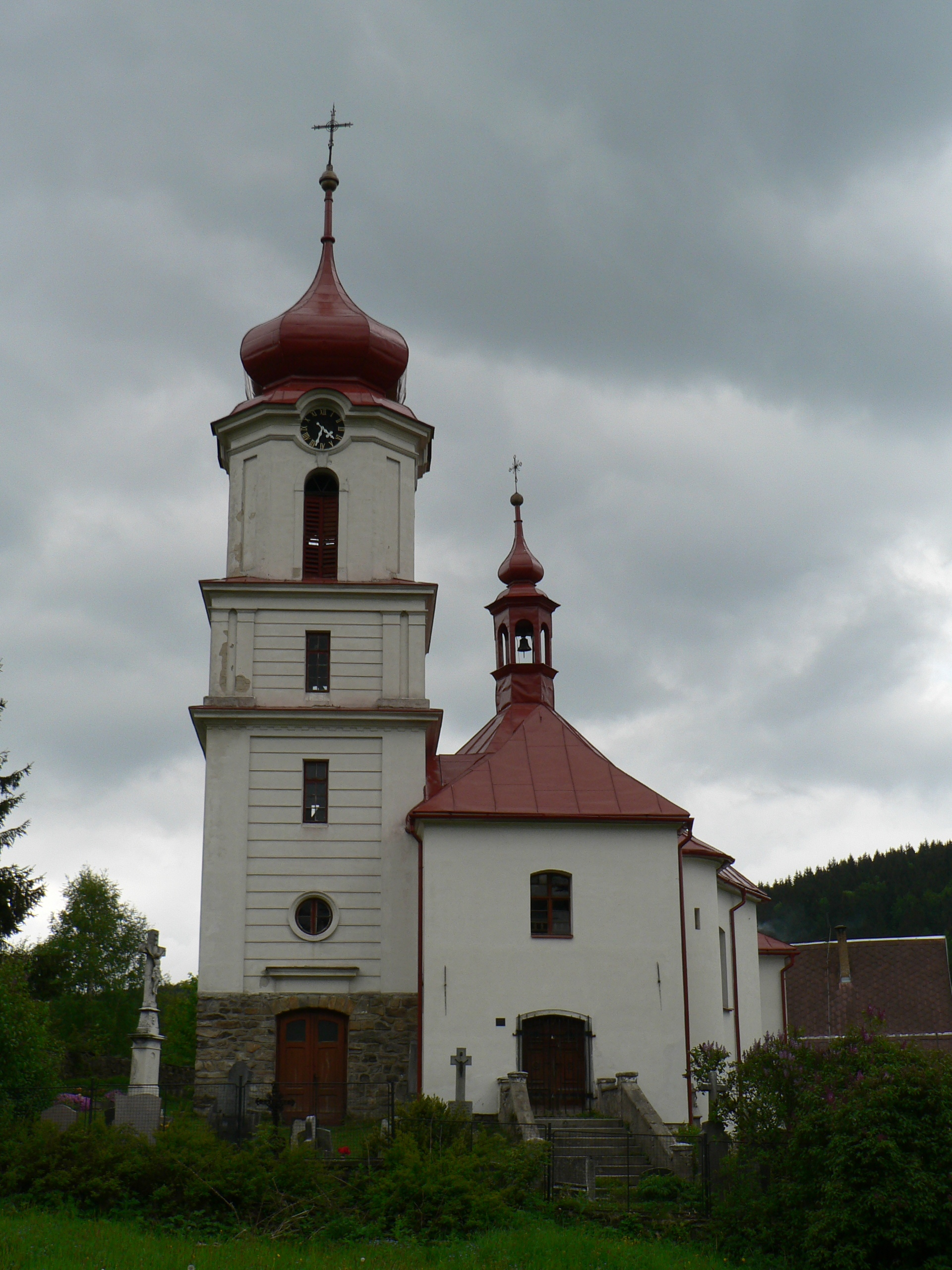
Pohled na průčelí kostela a věž

Kostel je situován v areálu hřbitova na svažitém terénu. Jednolodní orientovaná stavba je omítnuta hladkou omítkou bílé barvy s červenou valbovou střechou se sanktusníkem. Loď je obdélného půdorysu s rovným závěrem na obou stranách. Na jižní a severní straně jsou přistavěny kaple o půdorysu pravoúhlého trojúhelníku. Před západní průčelí lodi je přistavěna patrová předsíň, nad kterou je v patře kruchta přístupná šnekovým schodištěm, které je umístěno ve válcovité přístavbě v rohu lodi a předsíně. K hlavnímu vchodu v západním průčelí vede kamenné schodiště lemované plnými podprsněmi. K severní straně předsíně u bočního vchodu byla dodatečně přistavěna čtyřboká, čtyřpatrová věž. V nejvyšším patře se skosenými rohy jsou dlouhá úzká okna, nad kterými jsou instalovány hodiny. Věž je zakončena cibulovou bání, makovicí a křížem. Na jižní straně presbytáře se nachází patrový přístavek se sakristií v přízemí a oratoří v patře.

### Interiér
Předsíň má stlačenou klenbu s lunetami, loď je plochostropá. Presbytář, oddělený plným vítězným obloukem, má valenou klenbu s lunetami. Nad pravoúhlým vstupem do sakristie je otevřený otvor se segmentovým záklenkem, propojující oratoř a presbytář. Okna v lodi a presbytáři v hlubokých nálevkových špaletách jsou zdobena vitrážemi s postavami světců: Jan Nepomucký a František Xaverský (presbytář), Alois, Terezie, Barbora a Bonifác (loď). Kruchta s dřevěnou poprsní je umístěna v patře předsíně.
Hlavní oltář sv. Jana Křtitele je dřevěný, polychromovaný a zlacený. Vytvořen byl sochařem Korsitzkým na přelomu 19. a 20. století. V tabernáklu s dvoukřídlými dvířky je uloženo ciborium se soškou Jezulátka. Portálové retabulum obklopují tři niky. V prostřední je sousoší Krista a Jana Křtitele, postranních nikách socha Josefa Pěstouna a Panny Marie.
Na epištolní straně lodi před vítězným obloukem je umístěn dřevěný polychromovaný boční oltář Panny Marie z roku 1901. V retabulu mezi dvojicí sloupů stojí v ploché nice socha Panny Marie. Autorem je řezbář Adolf Langer. Na protější straně lodi se nachází kazatelna, jejíž podstavec tvoří bíle polychromovaná postava ženy v životní velikosti se zdviženýma rukama, kterýma přidržuje kazatelnu. Památkové chráněné dílo pochází z 30. let 18. století. Ze stejného období pochází i obraz sv. Františka Xaverského od Jana Drechslera. Na kůru jsou instalovány varhany z roku 1900 vyrobené v dílně Franz Kolb und Söhne z Pekařova.